# Sericostoma grusiense
Sericostoma grusiense är en nattsländeart som beskrevs av Martynov 1913. Sericostoma grusiense ingår i släktet Sericostoma och familjen krumrörsnattsländor. Inga underarter finns listade i Catalogue of Life.